# Cucuceni, Bihor
Cucuceni este un sat în comuna Rieni din județul Bihor, Crișana, România.

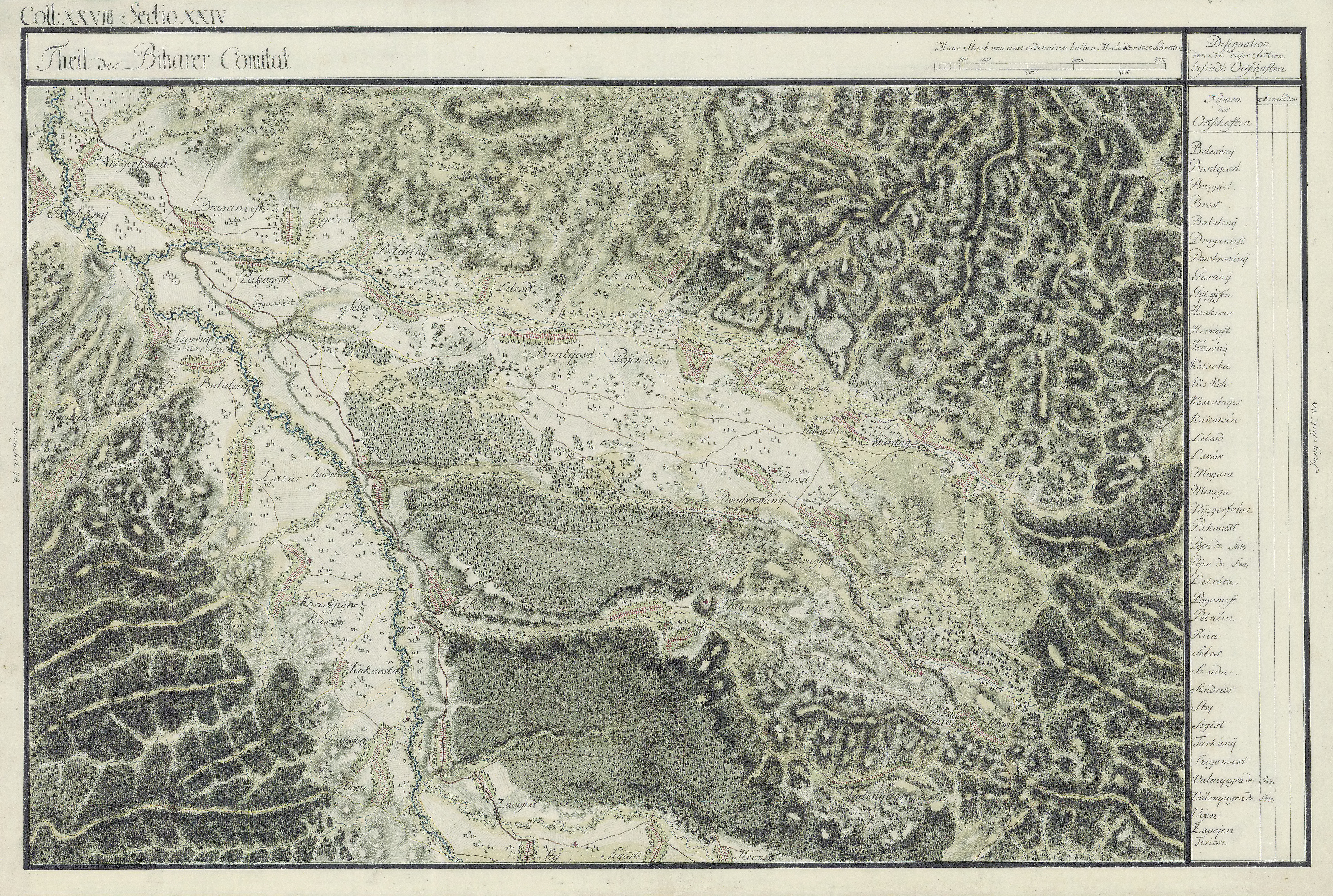
Cucuceni în Harta Iosefină a Comitatului Bihor, 1782-85

 Acest articol despre o localitate din județul Bihor este deocamdată un ciot. Puteți ajuta Wikipedia prin completarea lui.